# Guerre d'Urbin
La guerre d'Urbin (1517) est un épisode secondaire des guerres d'Italie.

## Historique
Le conflit débute après la fin de la guerre de la Ligue de Cambrai (1508-1516), quand François Marie Ier della Rovere, décide de profiter de la situation pour récupérer le duché d'Urbino, duquel il avait été évincé l'année précédente.
Au début de 1517 il se présente sous les murs de Vérone pour engager les troupes qui avaient assiégé la ville, maintenant retournée à la République de Venise. Della Rovere repart avec une armée de quelque 5 000 fantassins et 1 000 chevaux qu'il a confiée à Federico Gonzaga, seigneur de Bozzolo, atteignant les murs d'Urbino le 23 janvier 1517.
Il défait le condottiere au service des États pontificaux Francesco del Monte et entre dans la ville acclamé par la population.
Le pape Léon X réagit en embauchant à la hâte une armée de 10 000 soldats dont il confie le commandement à son neveu Laurent II de Médicis, assisté de Renzo di Ceri, Giulio Vitelli et Guido Rangoni et en l'envoyant contre Urbino. Laurent de Médicis est blessé par une balle d'arquebuse, le 4 avril lors du siège du château de Mondolfo, et rentre en Toscane. Il est remplacé par le cardinal Bibbiena. Ce dernier se montre incapable de contrôler les troupes, et, vaincu avec des pertes importantes à Monte Imperiale, il est contraint de se retirer à Pesaro.
Cependant, la guerre prend fin en raison du manque d'argent de François Marie Ier della Rovere, qui se trouve bientôt incapable de payer les troupes engagées à Vérone. Après quelques ravages infructueux en Toscane et en Ombrie, il commence à rechercher un règlement diplomatique avec le pape. En septembre, ils signent un traité par lequel della Rovere est relevé de toutes les censures ecclésiastiques et laissé libre de se retirer à Mantoue avec toute son artillerie, ainsi que la riche bibliothèque constituée à Urbino par l'ancien duc Federico III da Montefeltro.
Cette guerre a vu la première apparition de Giovanni dalle Bande Nere sur le champ de bataille.